# Koszmosz–34
A Koszmosz–34 (oroszul: Космос–34) a szovjet Koszmosz műhold-sorozat negyedik generációs tagja. Zenyit–4 felderítő műhold.

## Küldetés
Polgári és katonai űrkutatási programot hajtott végre, adatgyűjtést folytatva a Föld sugárzási övezeteinek vizsgálatához. Az emberes űrkutatási program végrehajtását segítette.

## Jellemzői
Az OKB–1 tervezőirodában a Vosztok űrhajóból kifejlesztett műhold.
1964. július 1-én a Bajkonuri űrrepülőtér indítóállomásról egy Vosztok–2 (8А92) típusú hordozórakétával juttatták alacsony Föld körüli pályára. A 89,9 perces, 64,8 fokos hajlásszögű, elliptikus pálya elemei: perigeuma 201 kilométer, apogeuma 345 kilométer volt. Hasznos tömege 4730 kilogramm. A sorozat felépítését, szerkezetét, alapvető fedélzeti rendszereit tekintve egységesített, szabványosított tudományos-kutató űreszköz. Áramforrása kémiai akkumulátor, szolgálati ideje maximum 12 nap.
Kamerái SZA-10 (0,2 méter felbontású), SZA-20 (1 méter felbontású) típusú eszközök voltak.
1964. július 9-én a leszállóegység 8 nap után, földi parancsra belépett a légkörbe és hagyományos módon – ejtőernyős leereszkedés – visszatért a Földre.